# John McGuinness
John McGuinness (Morecambe, 16 aprile 1972) è un pilota motociclistico britannico.
Il suo nome è soprattutto associato alle corse su strada come il Tourist Trophy e la North West 200, sebbene abbia partecipato anche al motomondiale ed al campionato mondiale Supersport. Sui 60,73 chilometri del Circuito del Mountain dell'Isola di Man ha ottenuto al 2015 44 podi e 23 vittorie.

## Carriera
Nel 1996 ha partecipato per la prima volta al Tourist Trophy, mentre il primo podio risale al 1997 nella classe Lightweight. Negli stessi anni ha ottenuto delle wild card per partecipare al Gran Premio motociclistico di Gran Bretagna del motomondiale: nella prima occasione nel 1997 ha gareggiato in classe 250 con una Aprilia arrivando 14º al traguardo. Nei tre anni successivi ha partecipato invece alla gara della classe 500, guidando una Honda e raccogliendo due piazzamenti tra i primi 15 e un ritiro.
Nel 1999 è diventato campione britannico nella classe 250 e ha ottenuto la sua prima vittoria nel Tourist Trophy, nella Lightweight 250, mentre nel 2000 ha vinto la gara della classe Singles e la North West 200 nella classe 250. Nel 2001 è invece vincitore del Gran Premio di Macao.
Nel 2002 ha preso parte ad otto gare del campionato mondiale Supersport con una Honda CBR 600F del team Honda UK Race, raccogliendo 4 punti in classifica generale.
Nel 2003 è tornato alla vittoria nel Tourist Trophy nella corsa della classe Lightweight 400, mentre nel 2004 ha ottenuto tre successi sull'Isola di Man (nelle classi Junior 600, Lightweight 400 e Formula 1) e due nella North West 200 (nella 400 e nella 600). Nel 2005 ha vinto le corse delle classi Superbike e Senior del Tourist Trophy e quelle delle classi 250 e 600 dell'Ulster Grand Prix.
Nel Tourist Trophy 2006 vinse tre gare (Senior, Superbike e Supersport) ed abbassò il record sul giro quattro volte durante l'evento. Iniziò nella gara riservata alle Superbike il 3 giugno 2006, registrando un 17:42.53 con partenza da fermo, che divenne 17:41.71 al secondo giro. Il suo record, con una media oraria di 205.88 km/h per percorrere i 60.73 chilometri del Circuito di Montagna, resistette fino al 9 giugno, quando venne abbassato ulteriormente nella Senior TT. McGuinness stabilì un tempo di 17:39.95 con partenza da fermo (già 1.76 secondi più veloce di un normale giro di gara) e successivamente divorò il percorso in 17:29.26, 10.69 secondi più veloce del suo giro iniziale e ad una media di 208.33 chilometri orari.
L'edizione 2007 fu un'altra grande annata, con McGuinness vincente nella Superbike TT e nella Senior TT migliorando sia i tempi sul giro singolo che quello dell'intera gara, il giro record della Senior TT race di 17:21.99 con una media 209.77 km/h non fu solo l'ennesimo record sul giro ma anche il primo a rompere il muro delle 130 mph (209,2 km/h). Questo fa di McGuinness il terzo migliore corridore del TT di tutti i tempi con Manxman Dave Molyneux.
Ottenne un podio anche al Gran Premio di Macao.
Il 6 giugno del 2008 McGuinness, in sella alla Honda CBR 1000 del team Padgetts Manx Gas Racing, conquista di nuovo la vittoria al senior TT alla media di 204.69 km/h raggiungendo così Mike Hailwood a quota 14 successi complessivi al Tourist Trophy. Pochi giorni prima aveva conquistato il secondo posto sia nella categoria supersport 600, con la CBR 600 del medesimo team, che nella categoria superstock di nuovo con la Honda 1000. Il 16 novembre chiude al terzo posto il Gran Premio di Macao.

## Risultati in gara

### Motomondiale
| 1997 | Classe | Moto    |  |  |  |  |  |  |  |  |  |  |    |  |  |  |  |  | Punti | Pos. |
| ---- | ------ | ------- |  |  |  |  |  |  |  |  |  |  | -- |  |  |  |  |  | ----- | ---- |
| 1997 | 250    | Aprilia |  |  |  |  |  |  |  |  |  |  | 14 |  |  |  |  |  | 2     | 35º  |

| 1998 | Classe | Moto  |  |  |  |  |  |  |  |    |  |  |  |  |  |  |  |  | Punti | Pos. |
| ---- | ------ | ----- |  |  |  |  |  |  |  | -- |  |  |  |  |  |  |  |  | ----- | ---- |
| 1998 | 500    | Honda |  |  |  |  |  |  |  | 12 |  |  |  |  |  |  |  |  | 4     | 29º  |

| 1999 | Classe | Moto  |  |  |  |  |  |  |  |     |  |  |  |  |  |  |  |  | Punti | Pos. |
| ---- | ------ | ----- |  |  |  |  |  |  |  | --- |  |  |  |  |  |  |  |  | ----- | ---- |
| 1999 | 500    | Honda |  |  |  |  |  |  |  | Rit |  |  |  |  |  |  |  |  | 0     |      |

| 2000 | Classe | Moto  |  |  |  |  |  |  |  |  |    |  |  |  |  |  |  |  | Punti | Pos. |
| ---- | ------ | ----- |  |  |  |  |  |  |  |  | -- |  |  |  |  |  |  |  | ----- | ---- |
| 2000 | 500    | Honda |  |  |  |  |  |  |  |  | 13 |  |  |  |  |  |  |  | 3     | 24º  |

| Legenda | 1º posto        | 2º posto            | 3º posto            | A punti      | Senza punti        | Grassetto – Pole position Corsivo – Giro più veloce |
| Legenda | Gara non valida | Non qual./Non part. | Ritirato/Non class. | Squalificato | '-' Dato non disp. | Grassetto – Pole position Corsivo – Giro più veloce |

### Campionato mondiale Supersport
| 2002 | Moto  |    |  |    |  |    |    |  |     |    |    |    |  | Punti | Pos. |
| ---- | ----- | -- |  | -- |  | -- | -- |  | --- | -- | -- | -- |  | ----- | ---- |
| 2002 | Honda | 19 |  | NP |  | 17 | 15 |  | Rit | 15 | 14 | 26 |  | 4     | 31º  |

| Legenda | 1º posto        | 2º posto            | 3º posto           | A punti      | Senza punti        | Grassetto – Pole position Corsivo – Giro più veloce |
| Legenda | Gara non valida | Non qual./Non part. | Ritirato/Non class | Squalificato | '-' Dato non disp. | Grassetto – Pole position Corsivo – Giro più veloce |